# Ville-devant-Chaumont
Ville-devant-Chaumont é uma comuna francesa na região administrativa de Grande Leste, no departamento de Meuse. Estende-se por uma área de 4,21 km². Em 2010 a comuna tinha 50 habitantes (densidade: 11,9 hab./km²).